# هسیه یو-چیه
هسیه یو-چیه (انگلیسی: Hsieh Yu-chieh؛ زادهٔ ۲۳ ژوئیهٔ ۱۹۹۳) تنیس‌باز زن اهل تایوان است.
وی در مسابقات کشوری و بین‌المللی در مجموع برندهٔ ۱ مدال طلا شده‌است.